# Kujawska Fabryka Farb i Lakierów Nobiles
Akzo Nobel Coatings Sp. z o.o., dawniej „Nobiles” Kujawska Fabryka Farb i Lakierów Sp z o.o., to jeden z producentów farb i lakierów w Polsce. Firma w 100% należy do holenderskiego koncernu AkzoNobel.

## Historia
Firma Nobiles została założona w 1897 roku przez przedsiębiorców Kochanowicza i Sachnowskiego, rozpoczynających swoją działalność w małym garażu we Włocławku przy ul. Łęgskiej pod nazwą Spółka komandytowa „Towarzystwo Nobiles”. Towarzystwo Nobiles na początku swego istnienia specjalizowało się w lakierach bezbarwnych powozowych. W produkcji używano preparowanych olejów roślinnych i żywic naturalnych. Dzięki stałemu udoskonalaniu produkcji i technologii, mała fabryka włocławska rozwijała się dynamicznie, osiągając w ciągu pierwszych 20 lat istnienia kilkukrotny wzrost kapitału zakładowego i zwiększając wielkość oraz asortyment produkcji. Do grupy wyrobów lakierowych olejno-żywicznych i bezbarwnych z czasem dołączono produkcję czarnych wyrobów asfaltowych (tzw. lakiery japońskie, produkowane na naturalnym asfalcie, stosowane do pokrywania powozów).
W latach 1919–1939 produkcja wzrastała, zwiększając się z 98 ton rocznie w 1923 do 648 ton w 1938 roku. Obok najwyższej w kraju jakości lakierów powozowych i czarnych japońskich zakład produkował również emalie kopalowe białe, podłogowe. Jako pierwsza w Polsce firma rozpoczęła na początku lat 30. produkcję emalii i lakierów nitrocelulozowych. Po przebadaniu w amerykańskim zakładzie Chevroleta wyroby Nobilesa były stosowane do lakierowania montowanych w Polsce przez zakłady Lilpoppa samochodów tej marki. W latach 30. realizowano zamówienia dla przemysłu motoryzacyjnego, okrętowego, kolejowego i lotniczego. Produkowano 11 grup wyrobów lakierowych, olejowych, olejowo-żywicznych, nitrocelulozowych, asfaltowych. W Warszawie przy ulicy Chmielnej działał salon pokazowy firmy.
W okresie okupacji hitlerowskiej fabryka znalazła się pod zarządem niemieckim i zajmowała się produkcją na potrzeby armii niemieckiej. Po II wojnie światowej, w ramach realizacji polityki upaństwowienia, weszła w skład Zjednoczenia Polifarbu Przedsiębiorstwa Farb i Lakierów w Gliwicach. Powojenna historia Nobilesu to w dużej mierze historia polskiej motoryzacji. Produkowano tutaj lakiery które były wykorzystywane do pokrywania karoserii Syren i Warszaw, a także farby dla maszyn rolniczych, ciągników, wagonów, rowerów dla Jelcza, Cegielskiego, Sanoka.
W 1965 roku zakupiono licencję Fiata 125p. W ramach tej licencji opracowano zestaw wyrobów do malowania karoserii tych samochodów. Opracowane przez Nobiles produkty zostały przebadane w laboratoriach Fiata i uzyskały ich akceptację. Dzięki temu przez długie lata praktycznie wszystkie wyroby do malowania, a także do renowacji karoserii Fiatów 125p, a potem Polonezów, pochodziły z Nobilesu.
W 1967 roku podjęta została decyzja o budowie nowego zakładu przy ul. Duninowskiej. Produkcję w nowej lokalizacji rozpoczęto w 1970 roku i trwa ona do dziś.
Od roku 1993 Nobiles kontynuował działalność jako spółka z ograniczoną odpowiedzialnością, w której udziały posiadali pracownicy. Pracownicze udziały zostały wykupione przez Akzo Nobel w 1996 roku i od tego momentu Nobiles Sp. z o.o. jest osobą prawną posiadającą formę własności prywatnej ze stuprocentowym udziałem kapitału zagranicznego.
1 stycznia 2008 Akzo Nobel przejął firmę ICI, producenta farb i lakierów Dulux oraz Hammerite.
Cała działalność firmy została przeniesiona do Warszawy, tereny we Włocławku wystawiono na sprzedaż.
NOBILES jest zakładem produkującym farby i lakiery od 1897 roku. Obecnie produkty tej firmy można znaleźć na rynku zarówno polskim, jak i rynkach zagranicznych.

## Produkty
Firma jest producentem szerokiego asortymentu farb i lakierów. Do ważniejszych grup produkowanych wyrobów należą: farby do ścian, farby ogólnego stosowania, farby do wnętrz, farby do metalu, farby do fasad i ścian, lakiery do drewna, rozcieńczalniki.